# Большое Сытьково
Большое Сытько́во — деревня в городском округе Шаховская Московской области.

## Население
| 1859 | 1926 | 2002 | 2006 | 2010 |
| ---- | ---- | ---- | ---- | ---- |
| 209  | ↗332 | ↘118 | ↘114 | ↘109 |

## География
Деревня расположена в южной части округа, примерно в 15 км к юго-востоку от райцентра Шаховская, на левом берегу запруженной малой речки Житонки, правого притока реки Рузы, высота центра над уровнем моря 225 м. Ближайшие населённые пункты — Нечёсово на противоположном берегу реки, Фомкино на юго-западе и Житаха на востоке.
В деревне имеется улица Микрорайон, приписано садовое некоммерческое товарищество (СНТ) «Союз».
В деревне останавливаются автобусы № 44 и 50, следующие до Шаховской

## Исторические сведения
В Переписи 1710 года, упоминается как сельцо Сыткова. РГАДА. Ф. 1209. Оп. 1. Д. 12365. Л.1-100.
В «Очерки по истории русской поземельной политики в XVIII и XIX вв.» стр. 86В.Якушина Упоминается как деревня Сыткова.
В 1774 году деревня Сыткова показана на карте Московской провинции.
В 1769 году деревня Ситкова показана на карте Генерального межевания как деревня Хованского стана Рузского уезда Московской губернии в составе владения Коллегии экономии (ранее — Новодевичьего монастыря), относившегося к сельцу Житонино.
В середине XIX века деревня Сытково Большое относилась ко 2-му стану Можайского уезда и принадлежала Департаменту государственных имуществ. В деревне было 25 дворов, 98 душ мужского пола и 99 душ женского.
В «Списке населённых мест» 1862 года — казённая деревня 2-го стана Можайского уезда Московской губернии по правую сторону Волоколамского тракта из города Можайска, в 48 верстах от уездного города, при речке Житахе, с 24 дворами и 209 жителями (106 мужчин, 103 женщины).
В 1913 году в деревне Большое Сытьково Канаевской волости — 46 дворов.

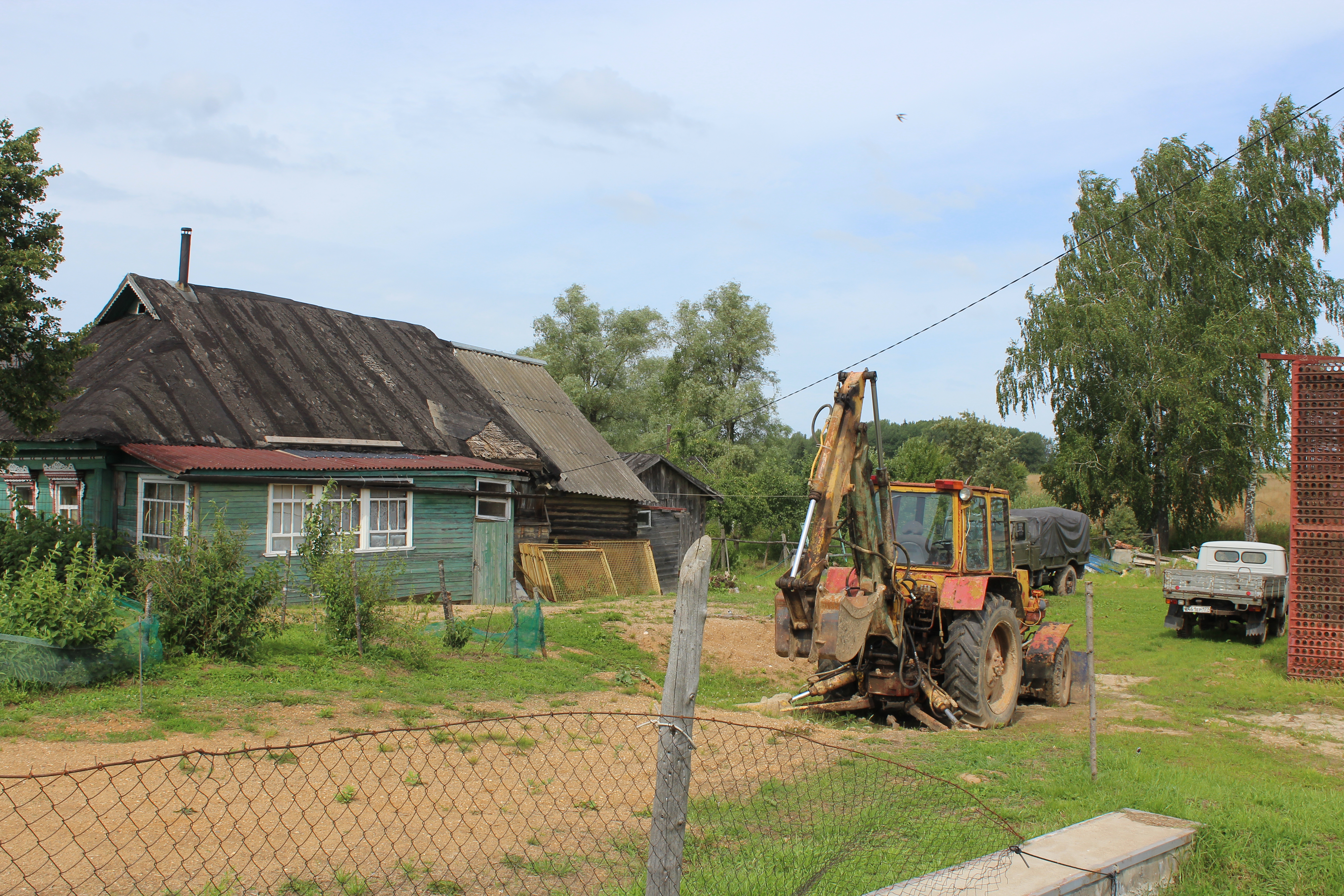
Дом и трактор в деревне Большое Сытьково.

В 1917 году Канаевская волость была присоединена к Волоколамскому уезду, а в 1924 году ликвидирована согласно постановлению президиума Моссовета, и деревня Большое Сытьково была включена в состав Серединской волости.
По материалам Всесоюзной переписи населения 1926 года — центр Больше-Сытьковского сельсовета, проживало 332 человека (136 мужчин, 196 женщин), велось 69 крестьянских хозяйств, имелась школа.
С 1929 года — населённый пункт в составе Шаховского района Московской области.
1994—2006 гг. — деревня Серединского сельского округа Шаховского района.
2006—2015 гг. — деревня сельского поселения Серединское Шаховского района.
2015 г. — н. в. — деревня городского округа Шаховская Московской области.